# Stara Wieś (Tęgoborze)
Stara Wieś (niem. Weber) – część wsi Tęgoborze w Polsce, położona w województwie małopolskim, w powiecie nowosądeckim, w gminie Łososina Dolna.
Dawniej samodzielna miejscowość i gmina jednostkowa
W latach 1975–1998 miejscowość administracyjnie należała do województwa nowosądeckiego.